# Raumluft
Der Begriff Raumluft oder Innenraumluft beschreibt die Luft in geschlossenen Räumen. Im Bauwesen wird der Begriff vor allem in der Klima- und Lufttechnik verwendet um die Luft in Innenräumen in Bauwerken von anderen Luftarten wie zum Beispiel der Zu- und Abluft sowie der Außenluft abzugrenzen. 
Mit der Umsetzung europäischer Richtlinien bezüglich der Raumluftqualität in nationales Recht wurde vom Gesetzgeber der internationale Begriff für Raumluft: indoor air als Innenraumluft übersetzt. Der Begriff Innenraumluft als Luftart erscheint deshalb häufig in Verbindung mit der Raumluftqualität.

## Raumluftqualität
Für die Beurteilung der Luftqualität im inneren von Bauwerken können viele verschiedene Kriterien herangezogen werden, von denen einige über geeignete Messverfahren und andere nur durch eine direkte Bewertung der Nutzer (Menschen) erfasst werden können.
Die Europäische Norm 15251 legt die Rahmenparameter für das Innenraumklima fest, die sich auf die Gesamtenergieeffizienz von Gebäuden auswirken. Diese sind für die Auslegung von Gebäuden und RLT-Anlagen zu beachten. Die Auslegungs-Innentemperatur wird in Abhängigkeit zu der Temperatur der Außenluft (Winter und Sommer) als Zielgröße für die Berechnungen der Heizlast (EN 12831) und der Kühllast (EN 16798 und VDI 2078) verwendet. Somit dienen die Eingangswerte der Bemessung der technischen Ausrüstung von Gebäuden. 
Das Maß an Erwartungen des Nutzers an die Raumluft wird durch die EN 15251 in vier Kategorien eingeteilt:
- Kategorie I: hohes Maß an Erwartungen (Räume für empfindliche und kranke Personen, z. B. Kinder, Ältere, Kranke, …)
- Kategorie II: normales Maß an Erwartungen (Räume in neuen und renovierten Gebäuden)
- Kategorie III: moderates Maß an Erwartungen (Räume bestehender Gebäude)
- Kategorie IV: Werte außerhalb der Kat. I bis III, keine Erwartungen (zeitlich begrenzter Teil des Jahres)

Die im November 2017 zurückgezogene EN 13779 definierte für die Luftqualität in vier Kategorien:
- Kategorie IDA 1: Hohe Raumluftqualität
- Kategorie IDA-2: Mittlere Raumluftqualität
- Kategorie IDA-3: Mäßige Raumluftqualität
- Kategorie IDA-4: Niedrige Raumluftqualität

Die seit November 2017 gültige EN 16798-3 definiert stattdessen die Zuluftqualität. Die Raumluftqualität hängt von der Art und Wirkung der berücksichtigten Verunreinigung ab und ob sich in dem Raum z. B. vorwiegend Erwachsene, Kinder oder Kranke aufhalten. In der Praxis erfolgt die qualitative Bestimmung nach vier Verfahren, die je nach Eigenart des Raumes angewandt werden; und zwar nach:
1. Außenluftstrom je Person (Raum, in dem sich vorwiegend Personen aufhalten, z. B. Büro) Die Zufriedenheitsrate liegt in den Kategorien 1–4 bei über 85 %, 80 %, 70 % und bis 70 %.
2. Luftvolumenstrom je Bodenfläche (kein Aufenthaltsbereich für Personen, z. B. Lagerraum)
3. CO2-Konzentration (Raum, in dem vorwiegend natürliche Ausdünstungen von Personen vorherrschen)
4. Konzentration bestimmter Verunreinigungen (Raum mit bedeutsamer Emission)